# 長指虎鮋
長指虎鮋（学名：Minous longimanus）為輻鰭魚綱鮋形目鮋亞目毒鮋科的其中一種，為熱帶海水魚，分布於西印度洋海域，棲息深度86-126公尺，體長可達10.3公分，棲息在底層水域，生活習性不明。